# アーロン・エッカート
アーロン・エッカート（Aaron Eckhart, 1968年3月12日 - ）は、アメリカ合衆国の俳優。ニール・ラビュート作品の常連である。

## 来歴

### 生い立ち
カリフォルニア州サンタクララ郡クパチーノ市で生まれる。父親のジェームズ・C・エッカートはコンピューター関連の仕事をしており、母親のメアリー・エッカート（旧姓ローレンス）は児童書著者。兄弟は1963年生まれの兄ジェームズ・ローレンス・エッカートと1966年生まれの兄アダム・エッカートがいる。
1981年からイングランド・サリー州で、1985年からはオーストラリア・シドニーで育つ。高校卒業後にサーフィンのためにハワイに滞在した後、ブリガムヤング大学で映画を学び、1994年に卒業している。エッカートは末日聖徒イエス・キリスト教会の教えのもとで育ち、2年間フランスとスイスで宣教師として過ごした。

### キャリア
大学在学中にニール・ラビュートと出会い、ラビュートの手掛ける演劇に参加する。1997年にラビュートの監督デビュー作『In the Company of Men』で映画デビューを果たす。この作品でインディペンデント・スピリット賞新人俳優賞を受賞する。2000年公開の『エリン・ブロコビッチ』でジュリア・ロバーツの恋人役を演じて注目を集める。
その後も様々な映画に出演し、2006年公開の『サンキュー・スモーキング』ではゴールデングローブ賞 主演男優賞（ミュージカル・コメディ部門）にノミネートされた。また、同年には「ピープル」誌による「世界で最も美しい50人」に選出された。

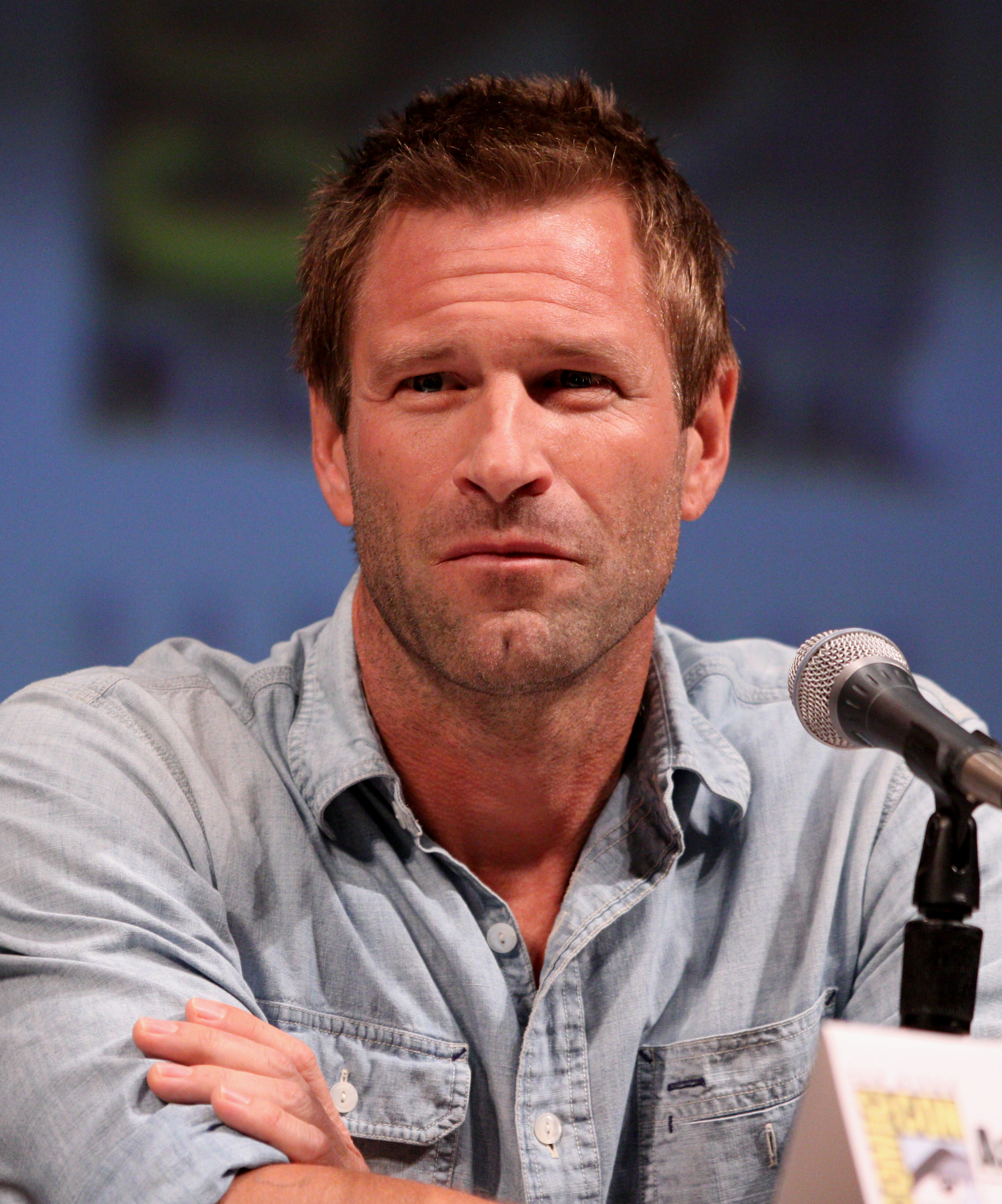
2010年

2008年公開の『ダークナイト』ではハービー・デント / トゥーフェイスを演じた。

### 私生活
女優のエミリー・クラインと婚約したが、1998年に破局。2006年から2007年まで『She Daisy's』のクリスティン・オズボーンと交際。
かなり前からモルモン教徒としてのライフスタイルを送っておらず、自分がモルモン教徒であると言っていいかわからないと語っている。
NFLのラスベガス・レイダースのファン。

## 主な出演作品

### 映画
| 公開年 | 邦題 原題                                             | 役名                              | 備考                                                                   | 吹き替え                                                                   |
| ------ | ----------------------------------------------------- | --------------------------------- | ---------------------------------------------------------------------- | -------------------------------------------------------------------------- |
| 1992   | 二重告訴 Double Jeopardy                              | ドゥエイン                        | テレビ映画                                                             | （吹き替え版なし）                                                         |
| 1993   | ザ・スローター/赤い迷宮 Slaughter of the Innocents    | ケン・レイノルズ                  | 日本劇場未公開                                                         | TBA（VHS版）                                                               |
| 1997   | In the Company of Men                                 | チャド                            | 日本未公開                                                             | N/A                                                                        |
| 1997   | Slaughter of the Innocents                            | ケン・レイノルズ                  | 日本未公開                                                             | N/A                                                                        |
| 1998   | 僕らのセックス、隣の愛人 Your Friends & Neighbors     | バリー                            | 日本劇場未公開                                                         | （吹き替え版なし）                                                         |
| 1998   | サーズデイ Thursday                                   | ニック                            | 日本劇場未公開                                                         | TBA                                                                        |
| 1999   | モリー Molly                                          | バック・マッケイ                  | 日本劇場未公開                                                         | 宮本充                                                                     |
| 1999   | エニイ・ギブン・サンデー Any Given Sunday             | ニック・クロージャー              |                                                                        | 小野健一（ソフト版） てらそままさき（テレビ朝日版） 成田剣（日本テレビ版） |
| 2000   | エリン・ブロコビッチ Erin Brockovich                  | ジョージ                          |                                                                        | 大塚明夫（ソフト版） 堀内賢雄（テレビ朝日版）                              |
| 2000   | ベティ・サイズモア Nurse Betty                        | デル・サイズモア                  |                                                                        | 楠大典                                                                     |
| 2000   | Tumble                                                | 男                                | 日本未公開                                                             | N/A                                                                        |
| 2001   | プレッジ The Pledge                                   | スタン・クロラーク                |                                                                        | 藤原啓治                                                                   |
| 2002   | 抱擁 Possession                                       | ローランド・ミッチェル            |                                                                        | 山野井仁                                                                   |
| 2003   | ザ・コア The Core                                     | ジョシュ・キーズ博士              |                                                                        | 大塚芳忠（ソフト版） 井上和彦（テレビ朝日版）                              |
| 2003   | ミッシング The Missing                                | ブレイク・ボールドウィン          |                                                                        | 山野井仁                                                                   |
| 2003   | ペイチェック 消された記憶 Paycheck                    | ジェームズ・レスリック            |                                                                        | 内田直哉（ソフト版） てらそままさき（テレビ朝日版）                        |
| 2004   | サスペクト・ゼロ Suspect Zero                         | トーマス・マッケルウェイ          |                                                                        | 根本泰彦                                                                   |
| 2004   | Vapor                                                 | ナサニエル・パワーズ              | 日本未公開                                                             | N/A                                                                        |
| 2005   | Neverwas                                              | ザック・ライリー                  | 日本未公開                                                             | N/A                                                                        |
| 2006   | カンバセーションズ Conversations with Other Women     | 男                                | 映画祭題『女たちとの会話』                                             | 東地宏樹                                                                   |
| 2006   | サンキュー・スモーキング Thank You for Smoking        | ニック・ネイラー                  | ゴールデングローブ賞 主演男優賞 (ミュージカル・コメディ部門)ノミネート | 山路和弘                                                                   |
| 2006   | ウィッカーマン The Wicker Man                         | レストランの客                    | カメオ出演                                                             | TBA                                                                        |
| 2006   | ブラック・ダリア The Black Dahlia                     | リー・ブランチャード警部          |                                                                        | 大塚芳忠                                                                   |
| 2007   | Operation Homecoming: Writing the Wartime Experience  |                                   | 声の出演 日本未公開                                                    | N/A                                                                        |
| 2007   | 幸せのレシピ No Reservations                          | ニック・パルマー                  |                                                                        | 津田健次郎                                                                 |
| 2007   | Towelhead                                             | Mr. ブオーゾ                      | 日本未公開                                                             | N/A                                                                        |
| 2007   | 幸せのセラピー Meet Bill                              | ビル                              |                                                                        | 郷田ほづみ                                                                 |
| 2008   | ダークナイト The Dark Knight                          | ハービー・デント / トゥーフェイス |                                                                        | 木下浩之（ソフト版） 井上和彦（テレビ朝日版）                              |
| 2009   | わすれた恋のはじめかた Love Happens                   | バーク・ライアン                  | 日本劇場未公開                                                         | 井上和彦                                                                   |
| 2010   | ラビット・ホール Rabbit Hole                          | ハウイー・コーベット              |                                                                        | 清水明彦                                                                   |
| 2011   | ラム・ダイアリー The Rum Diary                        | サンダーソン                      |                                                                        | 成田剣                                                                     |
| 2011   | 世界侵略: ロサンゼルス決戦 Battle: Los Angeles        | マイケル・ナンツ二等軍曹          |                                                                        | 木下浩之                                                                   |
| 2012   | ダークナイト ライジング The Dark Knight Rises         | ハービー・デント                  | アーカイブ映像・カメオ出演                                             | （台詞なし）                                                               |
| 2012   | 陰謀のスプレマシー The Expatriate                     | ベン・ローガン                    | 別題『ザ・ターゲット/陰謀のスプレマシー』                              | 木下浩之                                                                   |
| 2013   | エンド・オブ・ホワイトハウス Olympus Has Fallen       | ベンジャミン・アッシャー大統領    |                                                                        | 井上和彦                                                                   |
| 2014   | アイ・フランケンシュタイン I, Frankenstein            | アダム・フランケンシュタイン      |                                                                        | 東地宏樹                                                                   |
| 2015   | My All American                                       | ダリル・ロイヤル                  |                                                                        | N/A                                                                        |
| 2016   | エンド・オブ・キングダム London Has Fallen            | ベンジャミン・アッシャー大統領    |                                                                        | 井上和彦                                                                   |
| 2016   | ハドソン川の奇跡 Sully                                | ジェフ・スカイルズ                |                                                                        | ふくまつ進紗（ソフト版） 木下浩之（ザ・シネマ版）                          |
| 2016   | ビニー/信じる男 Bleed for This                        | ケビン・ルーニー                  |                                                                        | （吹き替え版なし）                                                         |
| 2016   | ドクター・エクソシスト Incarnate                      | ドクター・セス・エンバー          |                                                                        | てらそままさき                                                             |
| 2019   | ミッドウェイ Midway                                   | ジミー・ドゥーリトル中佐          |                                                                        | 志村知幸                                                                   |
| 2019   | ライブリポート Line of Duty                           | フランク・ペニー                  | 兼製作総指揮                                                           | てらそままさき                                                             |
| 2020   | 陰謀の街 ワンダー Wander                              | アーサー・ブレトニク              | 日本劇場未公開                                                         | 木下浩之                                                                   |
| 2023   | アメリカン・ソルジャーズ ミッション:スーサイド Ambush | ドラモンド                        |                                                                        | （吹き替え版なし）                                                         |
| 2023   | K‐9 L.A.大捜査線 Muzzle                               | ジェイク・ロッサー                |                                                                        | 相沢まさき                                                                 |
| 2023   | Rumble Through the Dark                               | ジャック・バウチャー              |                                                                        | N/A                                                                        |
| 2024   | ブリックレイヤー The Bricklayer                       | スティーヴ・ヴェイル              |                                                                        | 井上和彦                                                                   |
| 2024   | Chief of Station                                      | ベン                              |                                                                        |                                                                            |
| 2024   | ラスト・エージェント 最高機密プロトコル Classified    | エヴァン・ショウ                  | 日本劇場未公開                                                         |                                                                            |
| 2025   | Deep Water                                            |                                   | ポストプロダクション                                                   |                                                                            |

### テレビ
| 放映年 | 邦題 原題                                         | 役名                       | 備考                                                     | 吹き替え |
| ------ | ------------------------------------------------- | -------------------------- | -------------------------------------------------------- | -------- |
| 1996   | Aliens in the Family                              | Townsend                   | 「Meet the Brodys」                                      | N/A      |
| 2004   | そりゃないぜ!? フレイジャー Frasier               | フランク                   | 計2話出演                                                |          |
| 2018   | ロマノフ家の末裔 〜それぞれの人生〜 The Romanoffs | グレッグ・モファット       | Amazonオリジナルシリーズ 第1話「ヴァイオレット・アワー」 | 田村真   |
| 2022   | ファーストレディ The First Lady                   | ジェラルド・フォード大統領 | 計10話出演                                               | 木下浩之 |
| 2022   | Pantheon                                          | Cary Duval                 | 声の出演                                                 |          |

## 日本語吹き替え
主に担当しているのは、以下の二人である。
木下浩之
『ダークナイト』（ソフト版）のハービー・デント / トゥーフェイス役で初担当して以降、大半の作品で吹き替えている。『ハドソン川の奇跡』（ザ・シネマ版）のように、公開時に作られた映像ソフト用の吹替版では他の声優がエッカートを演じたが、木下による新録が製作されたこともある。
井上和彦
『ザ・コア』（テレビ朝日版）で初担当。木下と並んで多く吹き替えている。
このほかにも、てらそままさき、山野井仁、大塚芳忠、東地宏樹、成田剣なども複数回、声を当てている。

## 参照
1. 1 2 3  “Smoke and mirrors”. The Age (Melbourne):  p. 3. (2006年8月10日) 2008年9月30日閲覧。 {{cite news}}: |first=を指定する場合、|last=も指定してください。 (説明)⚠
2. ↑  “Archives — Aaron Eckhart”. The Tavis Smiley Show.   Public Broadcasting Service (2004年9月6日). 2008年9月30日閲覧。
3. ↑  Balogh, Stephanie (2007年8月20日). “Laughs on the menu with Aaron Eckhart”. Herald Sun 2009年1月15日閲覧。
4. ↑  “Aaron Eckhart”. Men's Health (July/August 2008 エラー: 日付が正しく記入されていません。（説明）). 2010年6月22日時点のオリジナルよりアーカイブ。2010年6月21日閲覧。
5. ↑  “Heart of darkness”. The Times (London):  p. 1. (2002年10月20日) 2008年7月23日閲覧。
6. 1 2 3  “Aaron Eckhart”.   Turner Classic Movies. 2009年4月21日閲覧。
7. ↑  Caddell, Ian (2007年7月19日). “Edgy, smedgy–Eckhart just wants you to laugh”. The Georgia Straight 2007年8月7日閲覧。
8. ↑  McArthur, Beth (2004年8月26日). “Devout Eckhart Prays His New Film Is a Hit”. The Georgia Straight 2008年5月13日閲覧。
9. ↑  Jurgensen, John (2008年7月12日). “Just Asking.... Aaron Eckhart”. The Wall Street Journal Online 2008年7月22日閲覧。[リンク切れ]
10. ↑  “Aaron Eckhart — When They Were Young”. People (2006年5月8日). 2008年9月22日時点のオリジナルよりアーカイブ。2008年11月3日閲覧。
11. ↑  “100 Most Beautiful”. People 65:  114. (2006-05-08).  オリジナルの2008-09-22時点におけるアーカイブ。 2008年11月3日閲覧。.
12. ↑  Rubin, Courtney (2008年7月22日). “Aaron Eckhart Would Relocate for the Right Partner”. People.  オリジナルの2008年8月24日時点におけるアーカイブ。 2008年9月12日閲覧。
13. ↑  Kirschling, Gregory (2006年3月17日). “Aaron Eckhart Unfiltered”. Entertainment Weekly.  オリジナルの2008年10月7日時点におけるアーカイブ。 2008年9月23日閲覧。
14. ↑  “ザ・シネマ新録版、第５弾はみなさん待望の、そうだよ、江原正士版『ハドソン川の奇跡』だよ!! の巻”. 吹替キングダム　日本語吹替え専門. 2025年8月1日閲覧。